# Gotha Go 244
Gotha Go 244 là một loại máy bay vận tải của Luftwaffe trong Chiến tranh thế giới II.

## Biến thể
- Go 244 A-1
- Go 244 B-1
- Go 244 B-2
- Go 242 B-3
- Go 244 B-4
- Go 244 B-5

## Tính năng kỹ chiến thuật (Go 244 B-1)
Dữ liệu lấy từ Gotha's Twin-Boom Troopers
Đặc điểm tổng quát
- Kíp lái: 1 - 2
- Sức chứa: 23 lính hoặc lượng hàng hóa tương đương
- Chiều dài: 15,80 m (51 ft 10 in)
- Sải cánh: 24,50 m (80 ft 4½ in)
- Chiều cao: 4,70 m (15 ft 5 in)
- Diện tích cánh: 64,4 m² (693 ft²)
- Trọng lượng rỗng: 5.100 kg (11.243 lb)
- Trọng lượng có tải: 6.800 kg (14.991 lb)
- Trọng lượng cất cánh tối đa: 7.162 kg (15.789 lb)
- Động cơ: 2 × Gnome-Rhône 14M 06/07, 742 hp (553 kW) trên độ cao 2.000 m (6.560 ft) mỗi chiếc

 Hiệu suất bay 
- Vận tốc cực đại: 290 km/h (157 knot, 180 mph) trên độ cao 4.000 m (13.100 ft)
- Vận tốc hành trình: 270 km/h (146 knot, 168 mph) trên độ cao 3.900 m (12.800 ft)
- Tầm bay: 410 km (222 hải lý, 255 mi)
- Trần bay: 8.350 m (27.395 ft)

Trang bị vũ khí

- Súng: 3 × súng máy MG 15 hoặc MG 81Z 7,92 mm (.312 in)